# One More Thing
One More Thing (afkorting: OMT) was een Nederlandstalige website rond het computer- en elektronicamerk Apple Inc. De website bestaat uit een nieuwsonderdeel, een forum (ook wel de community genoemd) en een podcast. Het forum heeft meer dan 77.500 leden met over de 3 miljoen berichten. Ze hebben twee soorten podcasts: OMT café en OMT Live.
OMT café is een audiopodcast waarvan een aflevering gemiddeld een uur duurt. OMT Live is een podcast met beeld die elke zondag om 11 uur rechtstreeks wordt uitgezonden. Hiervan zijn anno 2016 ruim 400 afleveringen verschenen. De oude podcasts zijn te vinden op iTunes.
Vanaf 22 mei 2017 kwam OMT in handen van uitgeverij Wayne Parker Kent. De krachten achter OMT café en OMT Live – Lucas Raggers, Koen van Tongeren en Jan David Hanrath – zijn gestopt met de podcast en hebben hun aandelen verkocht aan WPK. Oprichter Adriaan Mol blijft aan als aandeelhouder. De uitgever kondigde tevens een redesign en rebranding van het platform aan in de zomer van 2017.
Nadat Wayne Parker Kent in 2019 onderdeel is geworden van Mediahuis is deze laatstgenoemde de nieuwe eigenaar van OMT.
Op 31 augustus 2023 werd bekendgemaakt dat One More Thing per 1 september verder zou gaan als onderdeel van WANT. Per 1 oktober 2023 zal het forum alleen te lezen zijn en kunnen er geen nieuwe berichten meer geplaatst worden.

## Geschiedenis
Eind 2002 werd MacOSX.nl opgericht door internetondernemer Adriaan Mol, als (naar eigen zeggen) een experiment, omdat de domeinnaam toen nog vrij was. MacOSX.nl streefde niet alleen naar het zo acuut en accuraat mogelijk weergeven van de laatste en meest spraakmakende nieuwtjes op Mac-gebied en de wereld daaromheen, maar beschikte tevens over een drukbezocht forum waar de Nederlandstalige Apple-gemeenschap elkaar dagelijks hielp. De website One More Thing is op 15 oktober 2007 ontstaan na een fusie tussen MacOSX.nl (opgericht in 2002) en MacNed.nl (opgericht op 19 mei 2003). Traditioneel bezat MacNed.nl een sterke nieuwsvoorziening en MacOSX.nl een sterke gemeenschap. Door het samengaan werden deze sterke onderdelen gebundeld om te resulteren in de grootste Nederlandstalige Apple-website. Opvallend is echter dat op dit moment slechts ongeveer 10% van de artikelen ook daadwerkelijk door een oud-MacNedder wordt geschreven.
Na de fusie is gekozen voor de naam "One More Thing" genoemd naar de bekende uitspraak van Steve Jobs en om gebruik te maken van de naamsbekendheid die de podcast reeds bezat. De oude naam wekte daarnaast de indruk dat de website zich uitsluitend richt op het besturingssysteem van Apple, Mac OS X, terwijl er juist een breed aanbod van nieuws, en een groot deel van het forum onderwerpen omvat zoals iPod, iPhone, iPad, Apple TV, netwerken, en een aantal forums voor audio- en videobewerking. Zelfs websites ontwerpen en bouwen kan ook besproken worden. Ook moest de nieuwe naam juridische problemen met Apple voorkomen die ontstonden vanwege de productnaam die schuilt in MacOSX.nl.

## Herkomst van de podcast
De One More Thing-podcast (voorheen "One More Thing") ontstond in 2005. Sindsdien publiceren Jan David Hanrath, Lucas Raggers en Koen van Tongeren vanuit Studio Statensingel (2005-2014), Studio Hofplein (2014-2015) en Studio Blaak (2015-2016) in Rotterdam wekelijks een podcast over Apple-computers, iPods, de iPhone, iPad en aanverwante onderwerpen.
One More Thing werkte vanaf het begin samen met de Apple-website MacOSX.nl. Na de fusie tussen MacOSX.nl en MacNed.nl is de podcast een vast onderdeel geworden van de website One More Thing. Om verwarring te voorkomen, leeft de podcast verder onder de naam "One More Thing-podcast".
Om (video)verslag te doen op locatie wordt veelal gebruikgemaakt van een Mercedes-Benz 380 SEL uit 1981 die ooit in het bezit is geweest van Helmut Kohl (voormalig bondskanselier van Duitsland). De OMT-Benz is uitgerust met vlaggetjes met het logo van One More Thing.

## Terugkerende podcast-onderdelen
Momenteel wordt de oude OMT podcast niet meer verder gemaakt. In plaats hiervan bestaan nu de "Onemorething live"-podcast (met beeld en live uitgezonden via internet) en de "OMT cafe"-podcast (zonder beeld).
De oude podcast is nog wel te beluisteren via het OMT archief.

## Rubrieken die niet of nauwelijks meer worden behandeld
- Oproepertjes: Vraag en aanbod, is ooit begonnen door de via via voor te lezen.
- Apple in de spotlight: Het spotten van Applehardware in de media.
- Klussen met je Mac d'r tussen (ook bekend als AppleWorks): Deze twee namen worden steeds door elkaar gebruikt. In dit onderdeel worden instructies gegeven over hoe iets te doen met een Mac.
- De ontdekking van de week: Hierin wordt een tip of truc uitgelegd aan luisteraars, meestal m.b.t. op het gebruik van de Mac, iPod, iPhone en/of iPad, waarvan wordt gedacht dat het overgrote deel van de gebruikers dit nog niet weet, en in de toekomst hiermee zijn/haar voordeel kan doen.

## Hoogtepunten
- One More Thing was aanwezig op MacWorld 2008 in San Francisco om live verslag te doen van de keynote door Steve Jobs (CEO van Apple Inc.). Andere hoogtepunten waren interviews met Kevin Rose, David Pogue, Steve Wozniak (medeoprichter van Apple), Guy Kawasaki en Ronald Wayne. Enkele van deze interviews wisten de aandacht te trekken van buitenlandse Apple-websites.[8][9]
- In 2009 kwam de website opnieuw internationaal in het nieuws[10], dit keer door het uitbrengen van een kerstsingle getiteld "Kerstmis in Cupertino". Het nummer gaat onder andere over Steve Jobs en Phill Schiller en hoe een "zoete droom" het beursjaar voor Apple was. Alle opbrengsten van het nummer, dat ook in de iTunes Store te koop is, gaan naar MDL Fonds (voorheen Maag Lever Darm Stichting) als reactie op Jobs' oproep meer aandacht aan leverproblemen te schenken.
- Naar aanleiding van het einde van de 'Get a Mac'-campagne maakte One More Thing eind mei 2010 een compilatie van de reclamespots. Vele Apple-gerelateerde weblogs linkten naar het filmpje op YouTube.[11]
- Op maandag 6 juni 2011 tijdens de WWDC Keynote 2011 bracht One More Thing een exclusieve livestream vanuit de Keynotezaal.
- Eind oktober 2012 werden er foto's gepubliceerd van het te water gelaten schip Venus, ontworpen voor Steve Jobs. Naar dit bericht werd door diverse buitenlandse sites verwezen, waardoor OMT korte tijd onbereikbaar was. Zelfs CNN publiceerde een nieuwsitem met One More Thing als bron.[12]

## De OMT Studio's
One More Thing is door de jaren heen drie keer van studio veranderd:
- Studio Statensingel (2005-2014)
- Studio Hofplein (2014-2015)
- Studio Blaak, in de Centrale Bibliotheek Rotterdam (2015-2016)

## Trivia
Op 31 maart 2010 was de website van One More Thing schijnbaar gehackt door een hacker die zich uitgaf onder de naam MacHckr, hij is te vinden op X en heeft op het moment van schrijven vier posts. Op 1 april 2010 bleek dit echter een 'grap' van het beheer te zijn om OMT 2.0 te lanceren.